# جورج فيليرز
جورج فيليرز (بالفرنسية: Georges Villiers)‏ هو مهندس ونقابي ومسير أعمال وسياسي فرنسي، ولد في 15 يونيو 1899 في فرنسا، وتوفي في 13 أبريل 1982 في باريس في فرنسا. انتخب رئيس Conseil national du patronat français ‏ (1946 – 1966) وانتخب رئيس اتحاد الأعمال الأوروبي ‏ (1961 – 1962) وانتخب list of mayors of Lyon ‏ (20 يونيو 1941 – 31 ديسمبر 1942).

## روابط خارجية
- جورج فيليرز على موقع مونزينجر (الألمانية)